# Cervona Dolîna, Teplîk
Cervona Dolîna (în ucraineană Червона Долина) este un sat în comuna Bdjilna din raionul Teplîk, regiunea Vinnița, Ucraina.

## Demografie
Componența lingvistică a localității Cervona Dolîna
     Ucraineană (99,01%)
     Alte limbi (0,99%)
Conform recensământului din 2001, majoritatea populației localității Cervona Dolîna era vorbitoare de ucraineană (99,01%), existând în minoritate și vorbitori de alte limbi.